# Armagnac–burgundi polgárháború
Az Armagnac–burgundi polgárháború a francia királyi ház két ága, az Orléans-ház és a Burgundiai-ház közötti összecsapás-sorozat volt a százéves háborúban, 1407 és 1435 között. A polgárháború lehetőséget adott az angoloknak arra, hogy a korábbinál is nagyobb területeket foglaljanak el a Francia Királyságban.

## Előzmények
1392 nyarán a Valois-ház fején, VI. Károly francia királyon elhatalmasodott őrülete, és egy vadászaton megölte négy kísérőjét. Később farkasként üvöltve futkosott a királyi palota folyosóin, majd pedig azt képzelte, hogy üvegből van, és bármely érintésre összetörhet. A király időnként „visszatért” az őrületből, de általánosságban képtelen lett az államügyek intézésre, és emiatt hatalmi vákuum alakult ki az országban.
A pénzügyi és politikai hatalomért a király testvére, I. Lajos orléans-i herceg és unokatestvére, II. Fülöp burgundi herceg versengett. Amikor a király rossz állapotban volt, a burgundi herceg, amikor magánál volt, az orléans-i herceg irányította a kormányt. Fülöp a királyi bevételek egyhatodát, egynyolcadát saját kincstárába utalta, de hasonlóan cselekedett Lajos is, aki az állambevételekből finanszírozta itáliai ambícióit. Lajos Milánó hercegi címére pályázott, ugyanis felesége, Valentina Gian Galeazzo Visconti lánya volt. I. Lajos ebből a pénzből támogatta XIII. Benedek ellenpápát is.
Orléans kormánya népszerűtlen volt az adóemelések és állítólagos mágikus gyakorlatai miatt. A burgundi herceget jobban kedvelte a nép, mivel ellenezte az adóemelést.  Angliában eközben II. Richárdot megfosztották trónjától, és helyét IV. Henrik foglalta el. Henrik sietve megerősítette a két ország közötti békét, de Richárd feleségét, a francia Valois Izabellát nem engedte haza.
A két frakció fő célja az volt, hogy befolyása alá vonja a trónörököst, az 1392-ben született Károlyt. Ő 1401 januárjában meghalt, így helyére öccse, Lajos lépett. 1402-ben Orléans elérkezettnek látta az időt ahhoz megkezdje Gascogne meghódítását, amelynek első lépéseként a kiskorú trónörökös megkapta az angolok által ellenőrzött terület hercegi címét.
1404 áprilisában elhunyt II. Fülöp burgundi herceg, helyét fia, János foglalta el. Az orléans-i és a burgundi herceg minden fontosabb ügyben ellentétes véleményen volt. Míg János a római pápát, addig Lajos az avignoni ellenpápát támogatta, János ellenezte a háborút Angliával, mert féltette a flamand kereskedelmet, Lajos azonban harcolni akart. A tanácsülések után a két herceg kísérete gyakran Párizs utcáin verekedett össze. A franciák két nagy pártra szakadtak.
1404-ben Lajos katonai akciókat indított az angolok ellen, és több várat elfoglalt. A következő évben a két herceg közös hadjáratot tervezett az angolok által megszállt Calais és Bordeaux ellen, de 1406-ban azt ismeretlen okból lefújták. Jánosnak megígérték költségei megtérítését, azonban a pénzt nem kapta meg, ami felbőszítette.
1407. november 20-án a két herceg, kibékülése jeleként, együtt vett részt egy templomi szertartáson. Három nappal később azonban a Raoul d’Anquetonville normann lovag és az általa vezetett merénylők meggyilkolták Lajost. A gyilkosságot János herceg rendelte el, aki később azzal védekezett, hogy az ördög kísértette meg. János kénytelen volt Párizsból Flandriába menekülni. Az Orléans-ház vezetését Lajos fia, Károly herceg vette át.

## Burgundi kormányzás
Franciaország, különösen Párizs két pártra szakadt, a burgundiak és az Armagnacok támogatóira. Ez utóbbi Armagnaci Mattea aragóniai trónörökösnének (1347–1378), I. János aragóniai király első feleségének az unokaöccséről, VII. Bernát (1364–1418) armagnaci grófról kapta nevét, akinek a lánya, Bona (1395–1435) az orléans-i herceg fia, Károly felesége lett 1410-ben, és akinek az unokahúga, Margit I. (II.) Vilmos (1470–1424) narbonne-i algrófhoz, valamint a szardíniai Arborea királyához (judex) ment férjhez 1415-ben. A burgundiaiakat a párizsi polgárság és értelmiség, az Armagnacokat a királyi hivatalok betöltői, a gazdag polgárok egy része és a vidéki nemesség támogatta.
1408-ban János, miután felfogadta a Sorbonne egyik teológusát, hogy igazolja Lajos meggyilkolását, visszatért Párizsba, és kicsikarta VI. Károly megbocsátását. Ezután népszerű reformokat jelentett be, elsősorban adócsökkentést, valamint kivégeztette Jean de Montaigu pénzügyekért felelős minisztert. 1409 végére valamennyi fontos tisztséget a burgundi herceg szövetségesei töltöttek be és a párizsi hentesek céhének segítségével János megszilárdította hatalmát a főváros felett is. 1411 elején a trónörökös betöltötte 14. évét, ami nagykorúságot jelentett. Lajos ezután egyre nagyobb szerepet vállalt a politikában, helyettesítve apját, amikor az beteg volt. Sokan abban bíztak, hogy a trónörökös fellépése nyomán elhal a burgundi-Armagnac viszály.
Az Armagnacok nem nyugodtak bele vereségükbe, és Berry grófjának vezetésével hadsereget gyűjtöttek, amely blokád alá vette a várost. János az ősellenséghez, Angliához fordult, és felajánlotta lánya kezét a walesi hercegnek. Megígérte négy flandriai város, Sluis, Dixmude, Dunkirk és Gravelines átadását, valamint segítségét Normandia teljes meghódításához. 1411 októberében 800 nehézlovas és kétezer íjász indult meg Calais-ból Arundle grófjának vezetésével. Az angolokhoz hamarosan csatlakozott János háromezer fős párizsi milíciája Meulannál. A sereg megtámadta az Armagnacok saint-cloudi erősségét, és áttörte a blokádot.
Ezután Berry hercege tette meg ajánlatát az angoloknak. 1412 májusában azt ígérte, hogy ezer nehézlovas és háromezer íjász három hónapos bérletéért a francia trón végleg lemond az angolok javára Aquitaniáról, és a gascognei határon fekvő húsz erőd azonnal megadja magát. Augusztusban Henrik második fia, Tamás, Clarence hercegének vezetésével újabb angol erő szállt partra, és Blois felé indult. Miután a herceg megtudta, hogy a burgundiak lerohanták Berry földjeit és az Armagnacok serege megadta magát. Clarance úgy döntött, hogy folytatja útját, és csak akkor fordult vissza, amikor a Valois-hercegek megígérték 210 ezer aranykorona megfizetését. Az angol sereg Bordeaux-ban töltötte a telet. Eközben a Calais-i helyőrség fosztogató akciót indított, és elfoglalta Balinghamet.
Az események láttán a burgundi herceg aggódni kezdett, hogy az angolok nagyszabású támadást indítanak, ezért Párizsba hívta a nemeseket, és új, védelmi célú adók kivetését szorgalmazta. Amikor a nemesek bírálni kezdték János kormányzatát, a herceg rájuk uszította a henteseket, akik Simon Caboche vezetésével heteken át terrorizálta a várost. Az Armagnacok sok támogatóját megölték, és a vérfürdő számos gazdag polgárt fordított János ellen. A felháborodott lakosok a trónörökösök és a többi Valois-herceg segítségét kérték.
1413 augusztusában János megpróbálta elrabolni VI. Károlyt, de végül menekülnie kellett Párizsból, és a kormányzást megszerezték az Armagnacok. Március 20-án Angliában meghalt IV. Henrik, akit V. Henrik követett a trónon.

## Armagnac-hatalom
1413-ban az Armagnacok megszilárdították hatalmukat a királyságban, és leszámolták János támogatóival. A herceg visszahúzódott saját területére, majd 1414 elején megkísérelte visszafoglalni Párizst, de kudarcot vallott. Az Armagnacok bejelentették, hogy a Burgundi Hercegség elfoglalását tervezik, és a két frakció ismét az angolokhoz fordult.
János követei 1414 tavaszán érkeztek meg Angliába, és kétezer angol katonát kértek V. Henriktől. Azt ígérték, hogy az Armagnacok legyőzése után átadják Gascogne-t és Angoumois-t. Az angolok azonban ősszel azt kérték a hercegtől, hogy kapják meg Brétigny szerződésben nekik ítélt valamennyi területet, plusz Berryt, valamint ismerjék el Henriket Franciaország királyának. Eközben az angol király az Armagnacok képviselőivel is tárgyalt. VI. Károly lányának kezét és tízmillió aranykoronát kért. Henrik így nőági öröklés útján biztosította volna magának a francia koronát. Az Armagnacok ehelyett más hercegnők kezét és nagy területeket kínálták fel. A követek eredménytelenül tértek haza nyár közepén.
1415. augusztus 11-én kihajózott Henrik serege, majd Harfleur-nél partra szállt. A város elfoglalása után fosztogató akciót indított. Október 24-én a trónörökös és Henrik serege megvívta az azincourt-i csatát, amelyben a franciák tízezer embert vesztettek, köztük rengeteg főurat. 1415. december 18-án meghalt Lajos trónörökös, akit a 12 éves Károly, a leendő VII. Károly követett. 1416-ban Luxemburgi Zsigmond magyar és német király Angliába érkezett, hogy elősegítse az egyházszakadás rendezését. Zsigmond szövetséget kötött Henrikkel, ami annyira lenyűgözte János burgundi herceget, hogy októberben felajánlotta szövetségét az angoloknak VI. Károly trónfosztásához.
1417 júliusában Henrik ismét francia földre lépett seregével. A király úgy döntött, hogy lassan, lépésről lépésre haladva foglalja el a királyságot. Az angolok módszeresen haladtak előre, és a megosztott franciák képtelenek voltak megállítani őket. 1417-ben a burgundiak az anyakirálynét Troyes-ba menekítették, ahol a trónörökösével rivális kormányt állítottak fel. 1418-ban lázadás tört ki Párizsban, és a burgundiak ismét elfoglalták a várost. Több ezer Armagnac-pártit megöltek.
Az angol invázió megrémítette a burgundi herceget, aki 1419 nyarán megpróbált kiegyezni az Armagnacokkal, akik ellenőrzésük alatt tartották a trónörököst. Először Corbeille-ban találkoztak a felek, majd szeptember 10-én újabb találkozót tartottak Montereau közelében. János herceg az Yonne felett átívelő hídon találkozott a trónörökössel. Amikor letérdelt, hogy tiszteletét fejezze ki, Károly kísérete megölte.

## Angol-burgundi szövetség
A gyilkosság indulatokat váltott ki a királyságban, sokan a trónörökös köreit okolták nyomorúságukért. Az új burgundi herceg, Fülöp szövetséget kötött az angolokkal 1419 decemberében, és ígéretet tett arra, hogy segíti őket Franciaország meghódításában. A szövetségesek tárgyalásokba kezdtek Izabellával, a trónörökös anyjával. 1420. május 21-én aláírtak egy egyezményt, amelyben az őrült király örökösének és országa régensének nevezte ki Henriket. Izabella azt állította, hogy Károly apja nem az uralkodó, hanem egyik szeretője, így nem jogosult a trónra. A felek megállapodtak abban is, hogy az angol király feleségül veszi VI. Károly lányát, Katalint.
Az angolok és a burgundiak folytatták a hadjáratot, amelynek fő célja minden ellenállás felszámolása volt Normandia és Párizs között. A szövetségesek elfoglalták Montereau-t, ahol Fülöp apját megölték az Armagnacok. Az egykori herceg földi maradványait exhumálták, majd Dijonba vitték, és eltemették. Júliusban az angol-burgundi sereg megkezdte Melun ostromát, amely november 18-áig kitartott. 1420. szeptember 1-jén V. Henrik, Fülöp és VI. Károly együtt vonult be Párizsba, és ezzel megkezdődött a francia főváros 15 évig tartó angol megszállása. A troyes-i szerződést ratifikálták, és a parlament kimondta, hogy Károly fiának nincs joga a koronára.
1421. február 23-án Henrik feleségül vette Katalint a Westminsteri apátságban, majd körutat tettek Angliában, amelynek elsődleges célja az új hadi vállalkozások anyagi alapjának megteremtése volt. Március 22-én egy Armagnac-sereg megverte a Henrik öccse, Clarence által vezetett angol sereget. A csatában Calarance is elesett. Júniusban Henrik visszatért Franciaországba, és Párizs felé indult, azzal a céllal, hogy elfoglalja a fővárost veszélyeztető három Armagnac-erősséget, Dreux-t, Meaux-t és Joignyt. Henrik elfoglalta Dreux-t, Vendôme-ot és Beaugencyt, majd Orléans-hoz vonult. Mivel nem volt elég utánpótlása, nem ostromolta meg az erős várost, hanem északra fordult, és elfoglalta Villeneuve-le-Roi-t. A királyi sereg októberben megkezdte Meaux ostromát. December 6-án Windsorban megszületett Henrik fia, a későbbi VI. Henrik. 1422. május 10-én, nyolc hónapnyi ostrom után a város elesett.
Az ostrom alatt a király megbetegedett, és augusztusban már haldoklott. Fivérét, János bedfordi herceget Franciaország régensévé, a trónörökös oltalmazójává nevezte ki, Glouchester hercege pedig Anglia régensi posztját kapta meg. Bedfordnak azt tanácsolta, hogy mindenáron óvja meg a szövetséget a burgundiaiakkal, és ha rosszra fordulnak a dolgok, koncentráljon Normandiára. A király augusztus 31-én Vincennes-ben elhunyt. Hat héttel később VI. Károly is meghalt. A csecsemő VI. Henrik angol uralkodót így, II. Henrik néven, Franciaország királyává is koronázták. Uralkodását a Loire-tól északra, néhány enklávét leszámítva, mindenki elfogadta.

## Bedford uralma
A következő hét évben Anglia franciaországi hódításai csúcsára ért. Ebben az időszakban angol kézen volt Normandia, Maine, Anjou, Párizs, Île-de-France, Champagne egy része, Pikárdia, Gascogne és Pas de Calais. Burgundiát és Champagne többi részét az angolok szövetsége, a burgundi herceg ellenőrizte. Bretagne önállóságot élvezett V. János breton herceg vezetésével. Franciaország többi részét a trónörökös és a mellette kitartó Armagnacok birtokolták, székhelyük Poitiers-ben és Bourges-ban volt.
Az angolok által megszállt francia területek az Angol Királyságtól függetlenek voltak. Megtartották a hagyományos intézményeket, amelyeket a helyiek működtettek néhány angol felügyelete alatt. Párizs adminisztrációját megtisztították a trónörökös híveitől, és a hivatalok aggályok nélkül együttműködtek a megszállókkal. Az általuk ellenőrzött területek lakói abban reménykedtek, hogy az angol uralom tartós békét hoz. A párizsiak, emlékezve a korábbi Armagnac terrorra, különösen tartottak a trónörökös pártjának visszatérésétől.
Az angolok hatalma nagyban függött burgundi szövetségesüktől. Annak vezetője, Fülöp herceg azonban büszke volt a benne folyó Valois-vérre, és soha nem békélt meg a lancasterek jelenlétével. 1423 áprilisában Bedford, Burgundia és Bretagne hercege szövetségi szerződést kötött Amiens-ben, amelynek célja a trónörökös pártjának elpusztítása volt. Burgundia és Bretagne azonban egy titkos megállapodást kötött később, amely kizárta, hogy egymás ellen forduljanak, ha bármelyikük mégis átállna a másik oldalra. Májusban Bedford feleségül vette Fülöp testvérét, Annát.